# Håltjärnen, Västerbotten
Håltjärnen är en sjö i Umeå kommun i Västerbotten och ingår i Hörnån-Öreälvens kustområde. Sjön har en area på 0,0635 kvadratkilometer och ligger 40,9 meter över havet.

## Delavrinningsområde
Håltjärnen ingår i det delavrinningsområde (706903-170102) som SMHI kallar för Namn saknas. Medelhöjden är 44 meter över havet och ytan är 3,15 kvadratkilometer. Det finns inga avrinningsområden uppströms utan avrinningsområdet är högsta punkten. Vattendraget som avvattnar avrinningsområdet har biflödesordning 2, vilket innebär att vattnet flödar genom totalt 2 vattendrag innan det når havet efter 4 kilometer. Avrinningsområdet består mestadels av skog (86 procent) och sankmarker (12 procent). Avrinningsområdet har 0,06 kvadratkilometer vattenytor vilket ger det en sjöprocent på 2 procent.